# Ribaforada
Ribaforada é um município da Espanha na província e comunidade foral (autónoma) de Navarra. Tem 28,95 km² de área e em 2021 tinha 3 718 habitantes (densidade: 128,4 hab./km²).

## Demografia
| Variação demográfica do município entre 1991 e 2004 | Variação demográfica do município entre 1991 e 2004 | Variação demográfica do município entre 1991 e 2004 | Variação demográfica do município entre 1991 e 2004 |
| --------------------------------------------------- | --------------------------------------------------- | --------------------------------------------------- | --------------------------------------------------- |
| 1991                                                | 1996                                                | 2001                                                | 2004                                                |
| 3095                                                | 3165                                                | 3291                                                | 3416                                                |